# Åsa Lindsjö
Åsa Cecilia Lindsjö, född 22 november 1971, är en svensk skulptör. 
Åsa Lindsjö växte upp i Tygelsjö och Limhamn. Hon har sin ateljé på Ifö Sanitär i Bromölla, där hon mestadels arbetar med skulpturer i sanitetsporslin.
Ett exempel på samarbetet med Ifö Sanitär är 800 buddhor gjutna i sanitetsporslin, vilka visades i klosterkyrkan i Ystad.
Skulpturerna Slicksten är också ett exempel på verk handgjutna i sanitetsporslin. Åsa Lindsjö arbetar främst i lera, sten och sanitetsporslin, men det finns även några verk i brons. 
Åsa Lindsjö fick Östra Göinge stenstipendium 2006.

## Separatutställningar i urval
- 2010 Wanås[3]
- 2009 Degeberga Konsthall (tillsammans med Anders Kappel)
- 2008 Sölvesborgs konsthall 4 april[4]
- 2007 Galleri Klara Hill, Olseröd (tillsammans med Nilsmagnus Sköld)
- 2006 - 08 Gudomliga skärvor - kult blir konst, Dormitoriet klostret Ystad
- 2006 Galleri Bergdala, Växjö
- 2005 Galler Imma, Mariestad Galleri Friden, Österlen
- 2004 Karlshamns Konsthall Wanås loftet,Knislinge (med Håkan Berg)
- 2003 Flamenska Galleriet Borås
- 2002 Galerie Birthe Laursen, Paris (Fyra nordiska konstnärer)
- 2002 Galleri Bertil Lindqvist, Bromölla (tillsammans med Håkan Berg)